# Solen var også din
"Solen var også din" var det danske rockband The Savage Roses første dansksprogede album, udgivet i 1978. Musikanmelder Torben Bille skriver i information 27. februar 2001 "Musikalsk er 1978-pladen Solen Var Også Din et lille under af nærhed og musikalitet, ikke mindst takket være percussionisten John Ravn. Det er multietnisk danskhed, sat på uforudsigelige rytmer."
| Musik | Spire Denne musikartikel er en spire som bør udbygges. Du er velkommen til at hjælpe Wikipedia ved at udvide den. |